# Андромаха (возможная жена царя Арриба)
Андромаха (IV век до н. э.) — вероятно, жена царя Эпира Арриба. О её существовании известно только из данных эпиграфики.
Из данных эпиграфики известно о жене Арриба Андромахе, посетившей святилище Асклепия в Эпидавре. По мнению опубликовавшего содержание этой надписи В. Диттенбергера, а также М. Н. Тода, муж Андромахи происходил из рода Эакидов. По предположению К. Клотша и убеждению Э. Карни, речь идёт о супруге эпирского царя Арриба, правившего в середине IV века до н. э. С учётом «троянского» происхождения имени Андромахи она сама могла принадлежать к роду Эакидов и, возможно, была сестрой жены Неоптолема Троады. Э. Карни отметила, что Андромаха могла являться первой женой Арриба и матерью его старшего сына Алкета, хотя не исключено, что её ребёнок умер в молодом возрасте. Р. Хезог посчитал, что в случае с Андромахой и Троадой речь идёт об одном человеке.